# Junip
Junip är ett svenskt indieband bildat 1999. En av bandets medlemmar är José González, som sedan tidigare gjort internationell solokarriär.

## Biografi
José González och Elias Araya började spela musik tillsammans när de var 14 år gamla. I mitten av 1990-talet träffade de Tobias Winterkorn och idén till ett nytt band föddes.
Bandets första alster, 7" Straight Lines, utkom på bolaget Kakafoni 2000.
Det skulle ta flera år innan nästa skiva släpptes. Förklaringarna till detta var flera. González var upptagen med sin solokarriär, Araya studerade konst i Finland och Winterkorn jobbade deltid som lärare och fokuserade på andra musikprojekt. 2006 kom emellertid EP:n Black Refuge, en skiva som först var tänkt som ett album, men som blev tvungen att reduceras till en EP då bandet inte hade tillräckligt med låtmaterial. Skivan innehöll förutom fyra egna låtar även en cover på Bruce Springsteens "The Ghost of Tom Joad". Skivan fick ett gott mottagande.
Ytterligare fyra år passerade innan nästa skiva gavs ut, albumet Fields. Skivan mottogs väl. Albumet åtföljdes av en EP, Rope & Summit, som även den fick goda recensioner. I anslutning till skivsläppen gav sig Junip ut på en världsturné, som innefattade USA, Europa, Sydamerika, Australien och Asien.
Den 22 februari 2011 utgav bandet EP:n In Every Direction. Den 1 april samma år besökte bandet Daytrotter-studion, där totalt tre låtar framfördes: "At the Doors", "It's Alright" och "Without You".

## Medlemmar
- José González - sång, gitarr
- Elias Araya - trummor
- Tobias Winterkorn - orgel, synth

## Diskografi

### Album
- 2010 - Fields
- 2013 - Junip

### EP
- 2006 - Black Refuge
- 2010 - Rope & Summit
- 2011 - In Every Direction

### Singlar
- 2000 - Straight Lines
- 2010 - Always
- 2013 - Line of Fire
- 2013 - Your Life Your Call